# Sender Langenberg
Der Sender Langenberg ist eine Sendeanlage des Westdeutschen Rundfunks (WDR) in Langenberg, einem Stadtteil von Velbert. Neben dem Grundnetzsender auf Band IV/V für digitales Fernsehen im Standard DVB-T2 HD beherbergt er weitere Sendeanlagen für die Verbreitung des öffentlich-rechtlichen und privaten Hörfunks in analoger (FM auf Ultrakurzwelle/Band II) und digitaler (DAB+ auf Band III) Technik. Am Standort Langenberg befindet sich die Zentrale Sendernetzüberwachung (ZSÜ) des WDR, die große Teile des WDR-Senderbetriebes steuert.
Weithin sichtbare Bestandteile sind die beiden etwa 650 m voneinander entfernten Sendemasten. Der größere mit einer Höhe von 301 Metern ist aufgrund seiner Lage auf dem Hordtberg 244,4 m ü. NHN auch ein beliebtes Ausflugsziel. Der 170 Meter hohe zweite Sendemast steht südöstlich davon bei der Ortschaft Rommel.
Aufgrund der großen Bevölkerungsdichte im Umkreis dieser zentral in Nordrhein-Westfalen gelegenen Anlage, hat der Langenberger Sender mit die höchste „technische Reichweite“ aller deutschen Sender, kann also von den meisten Personen gehört werden.
Der Standort Langenberg gehört zu den ältesten in der Geschichte des Hörfunks in Deutschland. Ein erster Sender für die Mittelwelle wurde 1926 gebaut und war seinerzeit der stärkste in Europa. Mit dem im September 1952 in Betrieb genommenen Fernsehsender des damaligen Nordwestdeutschen Rundfunks (NWDR) ist Langenberg auch in der deutschen Fernsehgeschichte einer der ältesten Senderstandorte.

## Allgemeines

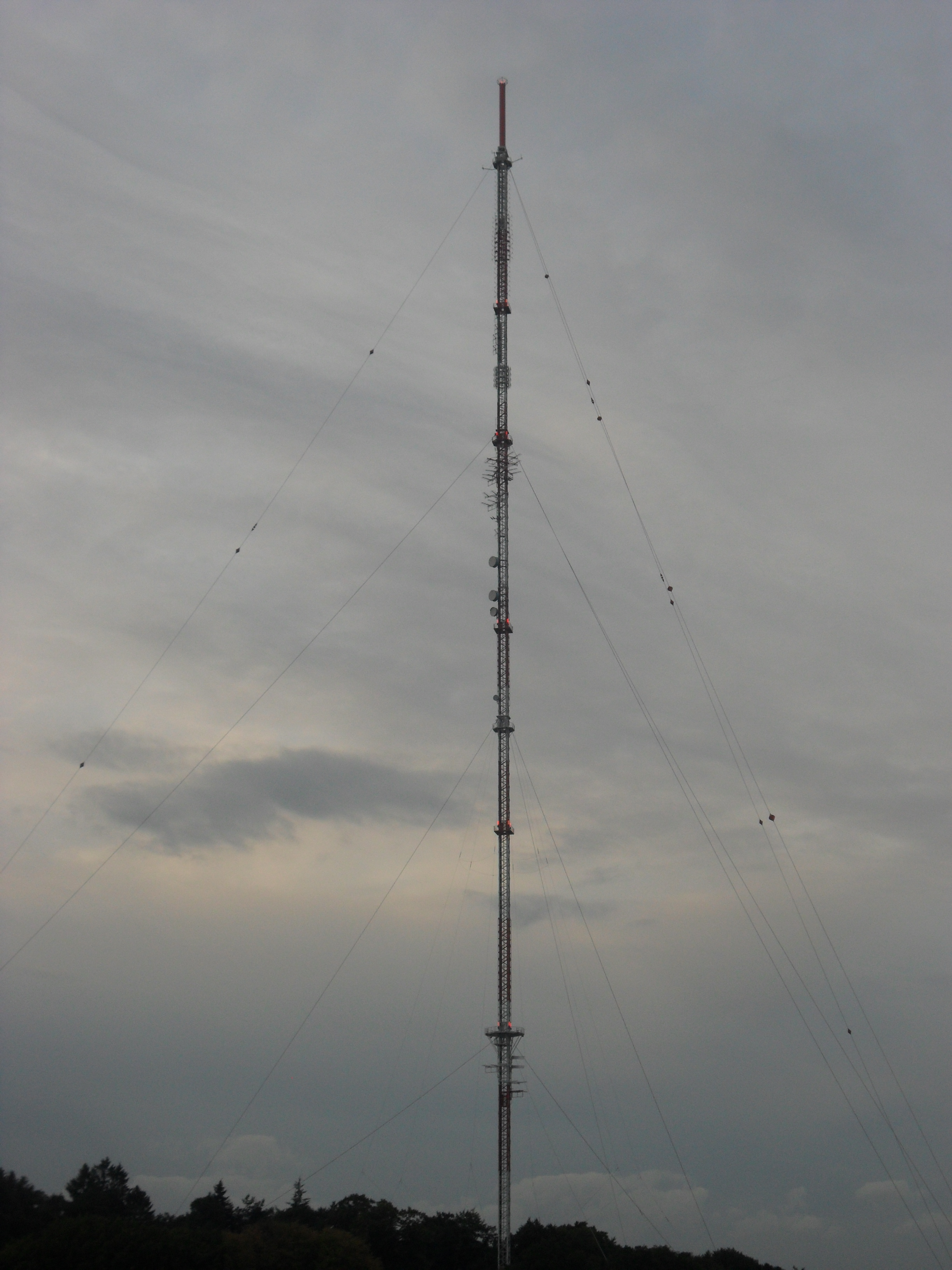
301 Meter hoher Sendemast auf dem Hordtberg (2013)

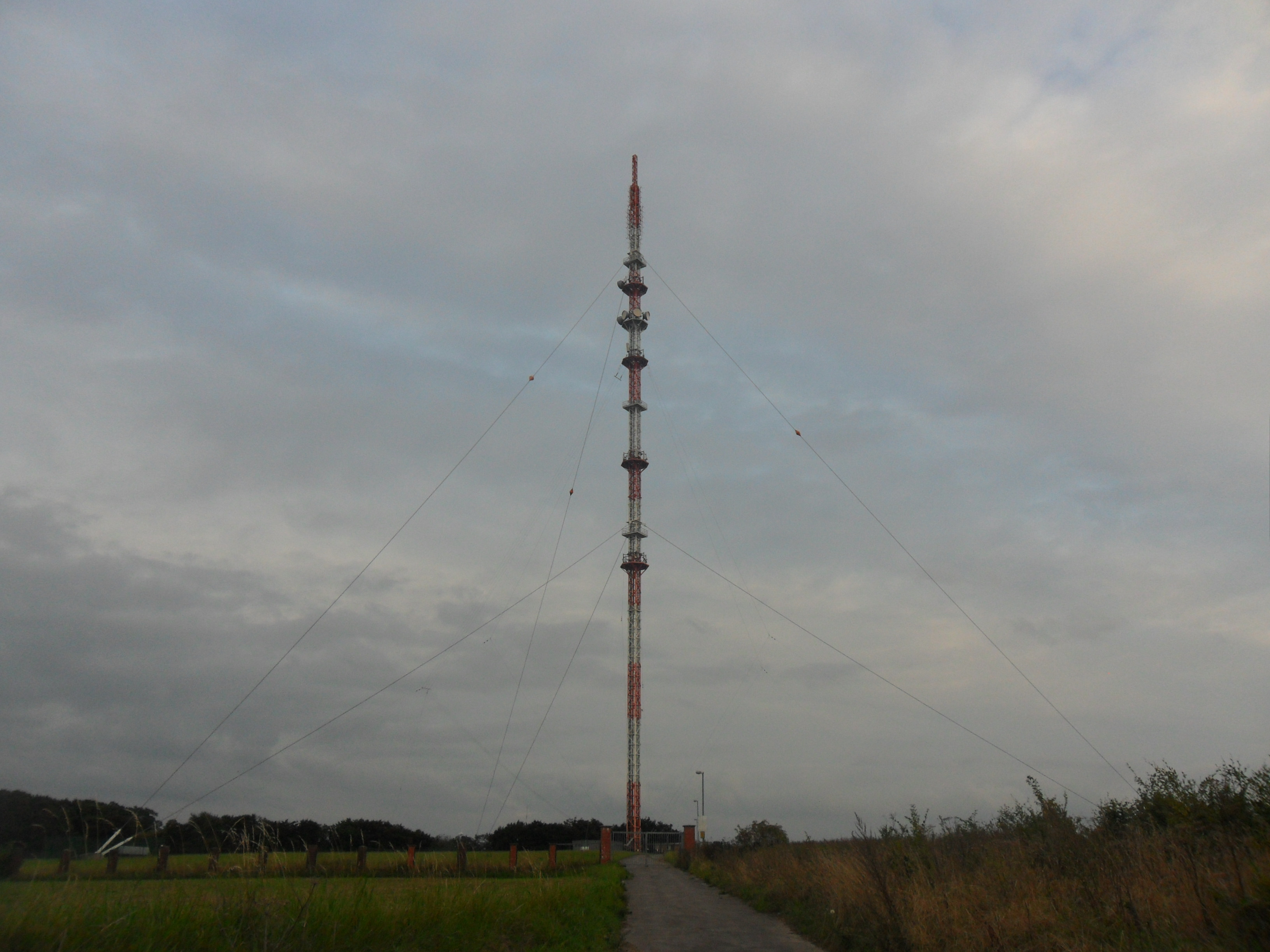
170 Meter hoher Sendemast nahe der Ortschaft Rommel (2013)

Der Sender wird für die Ausstrahlung von sieben DVB-T-Bouquets, eines Lokalfunkprogramms, aller WDR-Hörfunkprogramme sowie von Deutschlandfunk Kultur genutzt.
Bis zur Einstellung des Betriebes auf der Frequenz 1593 kHz zum Jahresende 1993 war der Sender Langenberg am „oberen“ (kurzwelligen) Ende des Mittelwellenbereichs einer der markantesten Mittelwellensender in Mitteleuropa.

## Geschichte

### 1925 bis 1927
Die in Münster ansässige WEFAG (Westdeutsche Funkstunde AG, ab 1927 Westdeutsche Rundfunk AG – WERAG mit Sitz in Köln) nahm zur besseren Versorgung des Ruhrgebiets am 18. und 19. September 1925 zwei Nebensender auf Mittelwelle in Betrieb. Es handelte sich um den Sender Dortmund-Dorstfeld bzw. Elberfeld (Standort), heute ein Ortsteil von Wuppertal.
Unmittelbar nach Ende der Ruhrbesetzung begann das Telegraphentechnische Reichsamt (ab 1928 Reichspostzentralamt) der Reichspost mit Untersuchungen zur Festlegung des Standortes für den neuen „Rheinlandsender“, der die beiden Sender in Dortmund und Elberfeld ersetzen sollte. Aufgrund von Feldstärkemessungen wurde der Langenberger Hordtberg als Standort für den stärksten bis dahin in Europa errichteten Mittelwellensender festgelegt.
In nur sechs Monaten Bauzeit errichtete die Berliner Telefunken Gesellschaft für drahtlose Telegraphie einen Sender mit 15 kW Trägerleistung. Zwei gegen Erde isolierte 100 m hohe Sendemasten aus Stahl, im Abstand von ca. 110 Metern aufgestellt, dienten bis 1934 als Träger für eine 8 m breite Dreifach-T-Antenne.
Nach Inbetriebnahme des neuen Senders Langenberg wurde zunächst der Elberfelder Sender stillgelegt, die Dorstfelder Anlage folgte am 15. Dezember 1927.

### 1927 bis 1945
Am 15. Januar 1927 ging um 20.00 Uhr der Sender Langenberg auf Welle 468,8 m (640 kHz) erstmals auf Sendung.
Zu Beginn der 1930er Jahre gab es mehrfach Versuche von kommunistischen Gruppen, die Modulationsleitung des Senders anzuzapfen und somit über den Sender einen Aufruf zum Weltkommunismus auszustrahlen. Eines Nachts wurde heimlich ein roter Stern auf einem der beiden Türme aufgehängt.
Da mittlerweile benachbarte ausländische Sender mit höheren Leistungen in Betrieb waren, ergab sich die Notwendigkeit, auch den Sender  Langenberg dem neuen Stand in der Großsendertechnik anzugleichen. Um einen mehrmonatigen Betriebsausfall zu vermeiden, errichtete die Reichspost neben dem bisherigen ein völlig neues Senderhaus mit einem 60-kW-Telefunken-Sender, der am 20. Dezember 1932 in Dienst gestellt wurde. Er entsprach in seinem Aufbau dem am 27. August 1932 in Betrieb genommenen Großrundfunksender Rothsürben der Schlesischen Funkstunde (ab dem 1. April 1934 Reichssender Breslau). Der alte Langenberger 15-kW-Sender wurde abgebaut und bei Umbauarbeiten an anderen Sendern vorübergehend als Ersatz verwendet. Nach einer Modernisierung war er ab dem 23. Dezember 1935 am Sender Heusweiler im Saarland im Einsatz, bis 1945 sein Betrieb dort endete.
In Langenberg wurden die beiden Stahltürme 1934 durch einen 160 m hohen Sendeturm aus Holz ersetzt und die Sendeleistung auf 100 kW erhöht. Insgesamt 230 m³ Holz wurden von 17 t Kupferdübeln zusammengehalten. In der Mitte der Holzkonstruktion war als Antenne ein Kupferhohlseil von 25 mm Außendurchmesser aufgehängt. Dieser Turm wurden bereits am 10. Oktober 1935 durch eine Windhose mit Windstärke 12 zerstört. Als Ersatz wurde eine Dreieckflächenantenne mit drei 45 m hohen Holzfachwerktürmen errichtet, die im Dezember 1935 fertig wurde.
Die drei Holzfachwerktürme wurden 1940/41 durch einen gegen Erde isolierten und 240 m hohen selbststrahlenden Stahlrohrmast ergänzt.
Am 12. April 1945 wurde die gesamte Antennenanlage des Senders Langenberg von Angehörigen des SS-Postschutzes gesprengt.

### 1945 bis 1975
Nach dem Zweiten Weltkrieg wurden von der britischen Besatzungsmacht zwei Dreieckflächenantennen errichtet, die an je drei 50 m hohen abgespannten Stahlrohrmasten befestigt waren. Eine dieser Anlagen wurde 1948 abgebaut, da an ihrer Stelle ein 160 m hoher gegen Erde isolierter Sendemast errichtet wurde. Bei der anderen Anlage wurden 1949 zwei Masten durch einen Sturm zerstört, der dritte Sendemast wurde in einen selbststrahlenden Sendemast umgebaut, der bis 1957 seinen Dienst versah.
1949 wurde noch ein zweiter Sendemast mit 120 m Höhe gebaut, dem 1952 ein 210 m hoher Sendemast für UKW und Fernsehen folgte. Während der 120 m hohe Sendemast als Sendemast für Mittelwelle gegen Erde isoliert war, war der 210-m-Mast geerdet.
Mitte der 1960er Jahre wurde der Mittelwellensender stark aufgerüstet und auf die Frequenz 1586 kHz umgestimmt. Dies ermöglichte während der Nachtstunden häufig einen Empfang bis in die USA. Im Zuge dieser Maßnahme wurde der 120 m hohe Sendemast auf 95 m Höhe reduziert und mittels zweier Trennisolatoren unterteilt.

### 1975 bis 1995
Im Zuge der Ausarbeitung des Genfer Wellenplans (1974/75) musste der WDR seine Exklusivfrequenz 1586 kHz aufgeben und den MW-Sender auf 1593 kHz umstimmen. Da diese Frequenz auch von anderen Stationen genutzt wurde, traten trotz der hohen Sendeleistung von 800 kW nachts gelegentlich Interferenzprobleme auf. Zum Ausgleich erhielt der Westdeutsche Rundfunk die zweite Mittelwellenfrequenz 720 kHz, die aber nur im Tagbetrieb genutzt werden durfte. Zwischen 1988 und 1990 wurden der 95 m hohe MW-Sendemast und der 210 m hohe UKW- und Fernseh-Sendemast durch einen 301 m hohen geerdeten abgespannten Stahlfachwerkmast mit einer Reusenantenne für die Mittelwelle im unteren Teil ersetzt.
Ende 1993 wurde der MW-Sender für die Frequenz 1593 kHz stillgelegt, da er PCB-haltige Bauteile enthielt. Die MW-Frequenz 720 kHz blieb weiterhin in Betrieb, durfte aber bis zu einer Nachkoordinierung 1995 nur tagsüber betrieben werden. Zu dieser Zeit gab es in Langenberg zwei Sendemasten: den 1948 errichteten 160 m hohen Sendemast für Mittelwelle und den 301 m hohen Sendemast für MW, UKW und Fernsehen.

### Ab 1995
1995 musste aus Gründen der elektromagnetischen Umweltverträglichkeit (EMVU) die Sendeleistung der Mittelwellensender in Langenberg drastisch reduziert werden. Zulässig waren nur noch 85 kW, nachdem zu Beginn der 1990er Jahre noch 1.000 kW (800 kW für 1593 kHz und 200 kW für 720 kHz) gesendet worden war. Bis dahin war der Sender auf 1593 kHz in ganz Nord- und Südwest-Europa zu hören gewesen.
Der 160 m hohe Sendemast musste 1996 saniert werden. Bei diesen Arbeiten riss ein Kettenzug, und er stürzte am 2. September 1996 ein. Anschließend musste die Sendeleistung sogar auf 20 kW reduziert werden.
Bald danach plante der WDR, den eingestürzten Mast durch eine Neukonstruktion in Form eines abgespannten geerdeten Stahlfachwerkmasten mit einer Reusenantenne für Mittelwelle zu ersetzen. Für den Nachtbetrieb der Mittelwellenfrequenz 720 kHz war eine Ausblendung in westlicher Richtung erforderlich, so dass eine der Reusen separat speisbar gebaut wurde. Die Mittelwellenfrequenz 1593 kHz wurde an Radio Free Europe abgegeben. Der Bau des neuen Sendemastes begann Mitte 1999, doch verzögerte sich die Fertigstellung wegen eines fehlerhaften Fundaments bis in den Juli 2000. Mit der Inbetriebnahme des neuen 170 m hohen Sendemastes wurde die Sendeleistung der verbliebenen Mittelwellenfrequenz 720 kHz wieder auf 63 kW erhöht.
Von 2006 bis einschließlich 31. Dezember 2011 wurden auf der Frequenz 1593 kHz verschiedene WDR-Hörfunkprogramme (WDR 2 Klassik, KiRaKa) im DRM-Modus abgestrahlt. Hierfür verwendete man eine am 301 m hohen Mast angebrachte und speziell auf DRM-Betrieb abgestimmte Reusenantenne.
Am 20. November 2007 wurde um 1:00 Uhr der analoge Fernsehsender (Kanal 9, ARD) des Senders Langenberg abgeschaltet, der bis dahin weite Teile des Rheinlands und Ruhrgebiets mit dem analogen Programm der ARD versorgt hatte. Auf diesem Kanal wurde seit 1952 von Langenberg aus Fernsehen gesendet, es handelte sich somit um einen der ältesten und am längsten durchgehend betriebenen Fernsehsender Europas.
Dauerhaft abgeschaltet wurde der Mittelwellensender Langenberg am 6. Juli 2015 um 2:01 MESZ, entsprechend 00:01 Koordinierte Weltzeit.

## Aktuelle Programme und Frequenzen
Beim Antennendiagramm sind im Falle gerichteter Strahlung die Hauptstrahlrichtungen in Grad angegeben.

### Analoger Hörfunk (UKW)
| Frequenz (in MHz) | Programm               | RDS PS                      | RDS PI               | Regionalisierung | ERP (in kW) | Antennendiagramm rund (ND)/gerichtet (D) | Polarisation horizontal (H)/vertikal (V) |
| ----------------- | ---------------------- | --------------------------- | -------------------- | ---------------- | ----------- | ---------------------------------------- | ---------------------------------------- |
| 88,8              | WDR 5                  | WDR_5___                    | D395                 | –                | 100         | ND                                       | H                                        |
| 95,1              | WDR 3                  | WDR_3___                    | D393                 | –                | 100         | ND                                       | H                                        |
| 96,5              | Deutschlandfunk Kultur | Dlf_Kult                    | D220                 | –                | 45          | ND                                       | H                                        |
| 97,6              | Radio Neandertal       | NEANDER_                    | D359                 | –                | 4           | D (190–240°)                             | H                                        |
| 99,2              | WDR 2                  | WDR_2___WDR_2_RR (regional) | D392 D792 (regional) | Rhein-Ruhr       | 100         | ND                                       | H                                        |
| 101,3             | WDR 4                  | WDR_4___                    | D394                 | Rhein-Ruhr       | 100         | ND                                       | H                                        |
| 103,3             | COSMO                  | WDRcosmo                    | D496                 | –                | 100         | ND                                       | H                                        |
| 106,7             | 1 Live                 | _1LIVE__                    | D391                 | –                | 80          | ND                                       | H                                        |

Die Reichweite des Senders Langenberg unter Normalbedingungen reicht von Eindhoven im Westen bis Arnsberg im Osten, von Münster im Norden bis Bonn im Süden. Hauptversorgungsbereiche sind das Ruhrgebiet und der Niederrhein.

### Digitaler Hörfunk (DAB+)
Seit dem 29. Juli 2011 strahlt der Rundfunksender Langenberg digitale Radioprogramme in DAB+ aus. Die Abstrahlung des bundesweiten Multiplex erfolgt in horizontaler Polarisation im DAB-Block 5C. Am 29. August 2012 erfolgte der Wechsel von DAB-Block 12D auf Block 11D. Über diesen wird derzeit der Multiplex Radio für NRW mit den Programmen des WDR mit einer Leistung von 10 kW ERP übertragen.
| Block                        | Programme (Datendienste) | ERP (kW) | Antennen- diagramm rund (ND), gerichtet (D) | Polarisation horizontal (H)/ vertikal (V) | Gleichwellennetz (SFN) |
| ---------------------------- | --- | -------- | ------------------------------------------- | ----------------------------------------- | --- |
| 5C DRDeutschland (D__00188)  | DAB+-Multiplex der Media Broadcast: - Absolut relax (72 kbps) - Dlf (104 kbps) - Dlf Kultur (112 kbps) - Dlf Nova (104 kbps) - DRadio DokDeb (48 kbps) - Energy Digital (72 kbps) - ERF Plus (64 kbps) - Klassik Radio (72 kbps) - Radio Bob (72 kbps) - Radio Horeb (48 kbps) - Radio Schlagerparadies (64 kbps) - Schwarzwaldradio (64 kbps) - sunshine live (72 kbps) - DRadio Daten (32 kbps Daten) - EPG Deutschland (16 kbps Daten) - TPEG (16 kbps Daten) - TPEG_MM (16 kbps Daten) | 10       | ND                                          | H                                         | - Baden-Württemberg: Aalen, Baden-Baden (Fremersberg), Bad Mergentheim, Blauen, Brandenkopf, Donaueschingen, Feldberg im Schwarzwald, Freiburg (Vogtsburg-Totenkopf), Geislingen (Oberböhringen), Großerlach (Hohe Brach), Heidelberg (Königstuhl), Heilbronn (Schweinsberg), Hochrhein (Rickenbach), Hornisgrinde, Pforzheim (Schömberg-Langenbrand), Raichberg, Ravensburg (Höchsten), Reutlingen, Stuttgart (Frauenkopf), Ulm (Kuhberg) - Bayern: Amberg (Hirschau), Aschaffenburg (Pfaffenberg), Augsburg (Hotelturm), Bad Tölz (Gaißach), Balderschwang, Bamberg (Geisberg), Büttelberg, Brotjacklriegel, Dillberg, Grünten, Herzogstand, Hochberg (Traunstein), Hoher Bogen, Inntal (Ebbs), Ingolstadt (Gelbelsee), Kreuzberg/Rhön, Landshut (Altdorf), München (Olympiaturm), Nennslingen (Büchelberg), Nürnberg, Oberammergau, Ochsenkopf, Passau, Pfänder, Pfaffenhofen, Pfarrkirchen, Pfronten, Regensburg (Hohe Linie), Unterringingen, Untersberg, Wendelstein (Bayrischzell), Würzburg (Frankenwarte) - Berlin: Berlin (Alexanderplatz), Berlin (Scholzplatz) - Brandenburg: Bad Belzig, Booßen, Brandenburg/Havel, Calau, Casekow, Cottbus, Eberswalde (geplant), Eisenhüttenstadt, Neuruppin (geplant), Petkus, Pritzwalk, Templin - Bremen: Bremen (Walle), Bremerhaven-Schiffdorf - Hamburg: Hamburg (Moorfleet), Hamburg (Heinrich-Hertz-Turm) - Hessen: Bad Hersfeld (Rimberg), Biedenkopf (Sackpfeife), Fulda (Hummelskopf), Frankfurt (Europaturm), Gelnhausen (Schnepfenkopf), Gießen (Dünsberg), Großer Feldberg, Hardberg, Hohe Wurzel, Hoher Meißner, Kassel (Habichtswald), Mainz-Kastel - Mecklenburg-Vorpommern: Garz (Rügen), Güstrow, Malchin, Neubrandenburg-Süd, Neustrelitz (geplant), Rostock (Toitenwinkel), Röbel, Schwerin (Zippendorf-Gr.Dreesch), Torgelow, Wismar/Rüggow, Züssow - Niedersachsen: Aurich-Popens, Braunschweig (Broitzem), Braunschweig (Drachenberg), Cuxhaven-Stadt, Dannenberg, Göttingen (Bovenden-Osterberg), Hannover (Telemax), Lingen, Lüneburg-Neu Wendhausen, Molbergen-Peheim, Osnabrück (Bramsche-Schleptruper Egge), Hildesheim (Sibbesse), Steinkimmen, Uelzen, Visselhövede, Wilhelmshaven - Nordrhein-Westfalen: Aachen (Karlshöhe), Bergneustadt-Wiedenest (R), Bielefeld (Hünenburg), Bonn (Venusberg), Dortmund (Florianturm), Düsseldorf (Rheinturm), Eggegebirge, Herscheid, Hochsauerland (Hunau), Hürtgenwald-Großhau, Köln (Colonius), Langenberg, Lügde-Rischenau (Köterberg), Meschede (geplant), Minden (Jakobsberg), Münster (Fernmeldeturm), Schöppingen, Siegen-Süd, Wesel - Rheinland-Pfalz: Bad Kreuznach (Schanzenkopf), Bad Marienberg (Westerwald), Bornberg, Daun (Eifel), Edenkoben (Kalmit), Heckenbach-Schöneberg (Ahrweiler), Haardtkopf (geplant), Idar-Oberstein, Kaiserslautern, Kettrichhof, Koblenz (Kühkopf), Schnee-Eifel (geplant), Trier (Petrisberg) - Saarland: Merzig-Merchingen, Saarbrücken (Schoksberg) - Sachsen: Chemnitz, Dresden, Geyer, Leipzig, Löbau, Neustadt, Niederschöna (geplant), Oschatz, Schöneck, Zwickau Ost - Sachsen-Anhalt: Brocken, Burg, Dequede, Petersberg, Pettstädt (Weißenfels), Schneidlingen, Wittenberg - Schleswig-Holstein: Bungsberg, Bredstedt (geplant), Flensburg, Garding (geplant), Heide, Helgoland, Hennstedt, Itzehoe (geplant), Kiel (Kronshagen), Lübeck (Stockelsdorf), Schleswig, Niebüll (Süderlügum), Westerland (Sylt) - Thüringen: Bleßberg (Sonneberg), Erfurt-Hochheim, Gera, Inselsberg, Jena (Oßmaritz), Kulpenberg, Lobenstein (Sieglitzberg), Saalfeld (Remda), Weimar (Ettersberg) |
| 9B Antenne DE (D__00359)     | DAB-Block von Antenne Deutschland: - 80s80s (72 kbps) - 90s90s (72 kbps) - Absolut Bella (72 kbps) - Absolut Germany (72 kbps) - Absolut HOT (72 kbps) - Absolut Oldie (72 kbps) - Absolut TOP (72 kbps) - AIDAradio (72 kbps) - Ballermann Radio (72 kbps) - Beats Radio (72 kbps) - Brillux Radio (72 kbps) - Nostalgie (72 kbps) - Oldie Antenne (72 kbps) - RTL Radio (72 kbps) - Rock Antenne (72 kbps) - Toggo Radio (72 kbps)                                                       | 10       | ND                                          | H                                         | - Baden-Württemberg: Aalen, Baden-Baden (Fremersberg), Heidelberg (Königstuhl), Heilbronn (Schweinsberg), Pforzheim (Schömberg-Langenbrand), Stuttgart (Frauenkopf) - Hessen: Fulda (Hummelskopf), Frankfurt (Europaturm), Gelnhausen (Schnepfenkopf), Gießen (Dünsberg), Großer Feldberg, Hardberg, Kassel (Habichtswald), Mainz-Kastel - Nordrhein-Westfalen: Aachen (Karlshöhe), Bonn (Venusberg), Dortmund (Florianturm), Düsseldorf (Rheinturm), Herscheid, Köln (Colonius), Langenberg, Münster (Fernmeldeturm), Siegen-Süd, Wesel - Rheinland-Pfalz: Bornberg, Koblenz (Kühkopf), Trier (Petrisberg) - Saarland: Saarbrücken (Schoksberg) |
| 11D Radio für NRW (D__00236) | - 1 Live (88 kbps) - 1 Live diggi (88 kbps) - WDR 2 Rhein-Ruhr (RR) (88 kbps) - WDR 2 Ostwestfalen-Lippe (OW) (88 kbps) - WDR 2 Südwestfalen (SW) (88 kbps) - WDR 3 (120 kbps) - WDR 4 Rhein-Ruhr (RR) (88 kbps) - WDR 4 Ostwestfalen-Lippe (OW) (88 kbps) - WDR 4 Südwestfalen (SW) (88 kbps) - WDR 5 (88 kbps) - WDRcosmo (80 kbps) - WDR Maus (80 kbps) - WDR Event (56 kbps) - WDR EPG (8 kbps) - ARD TPEG (16 kbps)                                                                   | 10       | ND                                          | H                                         | - Region Aachen: Aachen (Stolberg-Donnerberg), Eifel (Dahlem-Bärbelkreuz) - Bergisches Land: Engelskirchen (Hohe Warte), Gummersbach (Kerberg), Remscheid (Hohenhagen), Wuppertal (Auf der Königshöhe) - Rheinland: Bonn (Venusberg), Köln (Kölnturm) - Rhein-Ruhr: Düsseldorf (Rheinturm), Gelsenkirchen-Scholven, Kleve (Bresserberg), Langenberg (Hordtberg), Viersen (Süchtelner Höhen) - Ruhrgebiet: Dortmund (Florianturm) - Münsterland: Ibbenbüren (Blomenkamp), Münster (Nottuln-Baumberge), Oelde (Mackenberg), Schöppingen - Ostwestfalen-Lippe: Bad Oeynhausen (P.Westf.-Wittekindsberg), Bielefeld (Hünenburg), Herford (Eggeberg), Höxter (Holzminden), Stemwede (Arrenkamp), Teutoburger Wald (Bielstein), Warburg, Willebadessen (Eggegebirge) - Südwestfalen: Biedenkopf (Sackpfeife), Ederkopf (Oberste Henn), Hallenberg (Bollerberg), Hochsauerland (Hunau), Lennestadt (Kuhhelle), Meschede, Nordhelle, Olsberg, Siegen (Giersberg) |

### Digitales Fernsehen (DVB-T2 HD)
Zusätzlich zur bestehenden DVB-T-Verbreitung strahlte der Sender Langenberg bereits ab dem 31. Mai 2016 ein Programmbouquet aus Das Erste, RTL, ProSieben, SAT.1, VOX und ZDF auf dem Kanal 43 im Standard DVB-T2 HD mit HEVC Bildcodierung aus.
Die Umstellung in den Regelbetrieb für alle Programme war am 29. März 2017. Die DVB-T2-Ausstrahlungen erfolgen im Gleichwellenbetrieb (Single Frequency Network) mit anderen Standorten. Die öffentlich-rechtlichen Sender sind frei empfangbar (FTA), die Privatsender werden über die Plattform freenet TV größtenteils verschlüsselt ausgestrahlt.
| Kanal | Frequenz (MHz) | Multiplex        | Programme im Multiplex | ERP (kW) | Antennendiagramm rund (ND)/gerichtet (D) | Polarisation horizontal (H)/ vertikal (V) | Modulations- verfahren | FEC | Guard- intervall | Bitrate (MBit/s) |
| ----- | -------------- | ---------------- | --- | -------- | ---------------------------------------- | ----------------------------------------- | ---------------------- | --- | ---------------- | ---------------- |
| 25    | 506            | WDR (Mitte)      | - Das Erste HD - arte HD - One HD - WDR HD Dortmund - WDR HD Essen                                                                          | 50,12    |                                          |                                           | 64-QAM                 | 1/2 | 19/128           |                  |
| 29    | 538            | ZDF              | - ZDF HD - ZDFinfo HD - ZDFneo HD - 3sat HD - KiKa HD                                                                                       | 50,12    |                                          |                                           | 64-QAM                 | 3/5 | 19/128           |                  |
| 35    | 586            | ARD              | - MDR Fernsehen HD (Sachsen-Anhalt) - NDR Fernsehen HD (Niedersachsen) - phoenix HD - SWR Fernsehen HD (Rheinland-Pfalz) - tagesschau24 HD  | 50,12    |                                          |                                           | 64-QAM                 | 1/2 | 19/128           |                  |
| 40    | 626            | Freenet TV Mux 1 | - n-tv HD - RTL HD - RTL II HD - RTL Nitro HD - Super RTL HD - Tele 5 HD - VOX HD                                                           | 50,12    |                                          |                                           | 64-QAM                 | 2/3 | 1/16             |                  |
| 43    | 650            | Freenet TV Mux 2 | - kabel eins HD - ProSieben HD - ProSieben Maxx HD - Sat.1 Gold HD - Sat.1 HD (NRW) - sixx HD - sport1 HD                                   | 50,12    |                                          |                                           | 64-QAM                 | 2/3 | 1/16             |                  |
| 46    | 674            | WDR (West)       | - Das Erste HD - arte HD - One HD - WDR HD Duisburg - WDR HD Düsseldorf - WDR HD Wuppertal                                                  | 50,12    |                                          |                                           | 64-QAM                 | 3/5 | 19/128           |                  |
| 48    | 690            | Freenet TV Mux 3 | - bibel.TV HD (FTA) - Disney Channel HD - DMAX HD - Eurosport1 HD - HSE24 HD (FTA) - Welt HD - nickelodeon HD / Nicknight HD - QVC HD (FTA) | 50,12    |                                          |                                           | 64-QAM                 | 2/3 | 1/16             |                  |

## Frühere Programme und Frequenzen

### Analoger Hörfunk (UKW)
Bis zum 1. August 2010 wurden folgende Programme analog auf Ultrakurzwelle gesendet:
| Frequenz (MHz)           | Programm     | ERP (kW)                     | Sendediagramm rund (ND)/ gerichtet (D) | Polarisation horizontal (H)/vertikal (V) |
| ------------------------ | ------------ | ---------------------------- | -------------------------------------- | ---------------------------------------- |
| 96,5 (zunächst auf 89,1) | BFBS Radio 1 | 50 (zeitweise mit 35 und 60) | ND                                     | H                                        |

### Analoger Hörfunk (MW)
Bis zum 6. Juli 2015 wurden folgende Programme analog über Mittelwelle gesendet:
| Frequenz (kHz) | Programm                             | ERP (kW) | Sendediagramm rund (ND)/ gerichtet (D) | Regionalisierung |
| -------------- | ------------------------------------ | -------- | -------------------------------------- | ---------------- |
| 720            | WDR 2, zeitweise WDR VERA, WDR Event | 63,5     | ND (Tag), D (Nacht)                    | Rheinland        |

### Digitales Fernsehen (DVB-T)
Vom 8. November 2004 bis zum 29. März 2017 strahlte der Rundfunksender Langenberg bis zu 24 digitale Fernsehprogramme aus. Seit dem 29. März 2017 sendet dieser ausschließlich den neuen Standard DVB-T2.
| Kanal | Frequenz (MHz) | Multiplex                 | Programme im Multiplex | ERP (kW) | Antennendiagramm rund (ND)/gerichtet (D) | Polarisation horizontal (H)/ vertikal (V) | Modulations- verfahren | FEC | Guard- intervall | Bitrate (MBit/s) |
| ----- | -------------- | ------------------------- | --- | -------- | ---------------------------------------- | ----------------------------------------- | ---------------------- | --- | ---------------- | ---------------- |
| 25    | 506            | WDR (Dortmund)            | - WDR Fernsehen - MDR Fernsehen - NDR Fernsehen - SWR Fernsehen (Rheinland-Pfalz) | 50       | D (40–90°)                               | V                                         | 16-QAM                 | 2/3 | 1/4              | 13,27            |
| 29    | 538            | RTL-NRW                   | - RTL Television (Nordrhein-Westfalen) - RTL II - Super RTL - VOX | 50       | D (210–90°)                              | V                                         | 16-QAM                 | 2/3 | 1/4              | 13,27            |
| 35    | 586            | ZDFmobil                  | - ZDF - 3sat - KiKA und ZDFneo - ZDFinfo | 50       | ND                                       | V                                         | 16-QAM                 | 2/3 | 1/4              | 13,27            |
| 46    | 674            | WDR (Düsseldorf/Duisburg) | - WDR Fernsehen (Düsseldorf) - MDR Fernsehen (Sachsen) / WDR Fernsehen (Duisburg) - NDR Fernsehen (Niedersachsen) / WDR Fernsehen (Bergisches Land) - SWR Fernsehen (Rheinland-Pfalz) | 50       | D (210–10°)                              | V                                         | 16-QAM                 | 2/3 | 1/4              | 13,27            |
| 48    | 690            | ARD Digital               | - Das Erste - ARTE - Phoenix - One | 50       | D (210–90°)                              | V                                         | 16-QAM                 | 2/3 | 1/4              | 13,27            |
| 52    | 722            | LfM                       | - RTL Nitro - sixx - Eurosport 1 - Tele 5 - multithek (HbbTV-Dienst mit mehreren Streams)                                                                                             | 50       | D (210–90°)                              | V                                         | 16-QAM                 | 2/3 | 1/4              | 13,27            |
| 55    | 746            | ProSiebenSat.1 Media AG   | - Sat.1 (NRW) - ProSieben - Kabel eins - N24 - ProSieben Maxx | 50       | D (210–90°)                              | V                                         | 16-QAM                 | 2/3 | 1/4              | 13,27            |

### Analoges Fernsehen (PAL)
Von September 1952 an (zunächst NWDR-Versuchssendungen – der Programmbetrieb begann erst am 25. Dezember 1952) bis zur Umstellung auf DVB-T im Jahr 2004 wurde analog das Fernsehprogramm der ARD (heute Das Erste) ausgestrahlt und einige Füllsender sowie Kabelkopfstellen versorgt:
| Kanal | Frequenz (MHz) | Programm        | ERP (kW) | Sendediagramm rund (ND)/ gerichtet (D) | Polarisation horizontal (H)/ vertikal (V) |
| ----- | -------------- | --------------- | -------- | -------------------------------------- | ----------------------------------------- |
| 9     | 203,25         | Das Erste (WDR) | 100      | ND                                     | H                                         |

## Bildergalerie

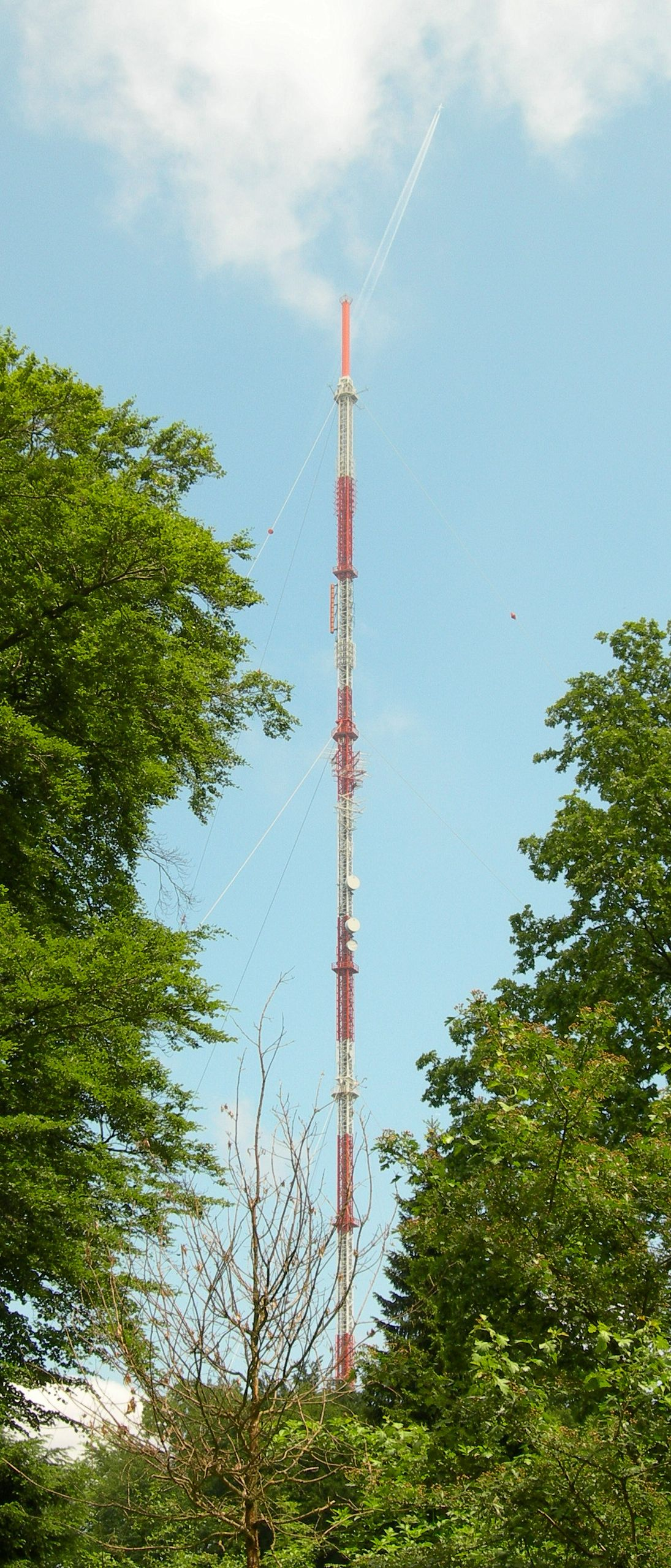
Der 301 Meter hohe Sendemast auf dem Hordtberg (2006)
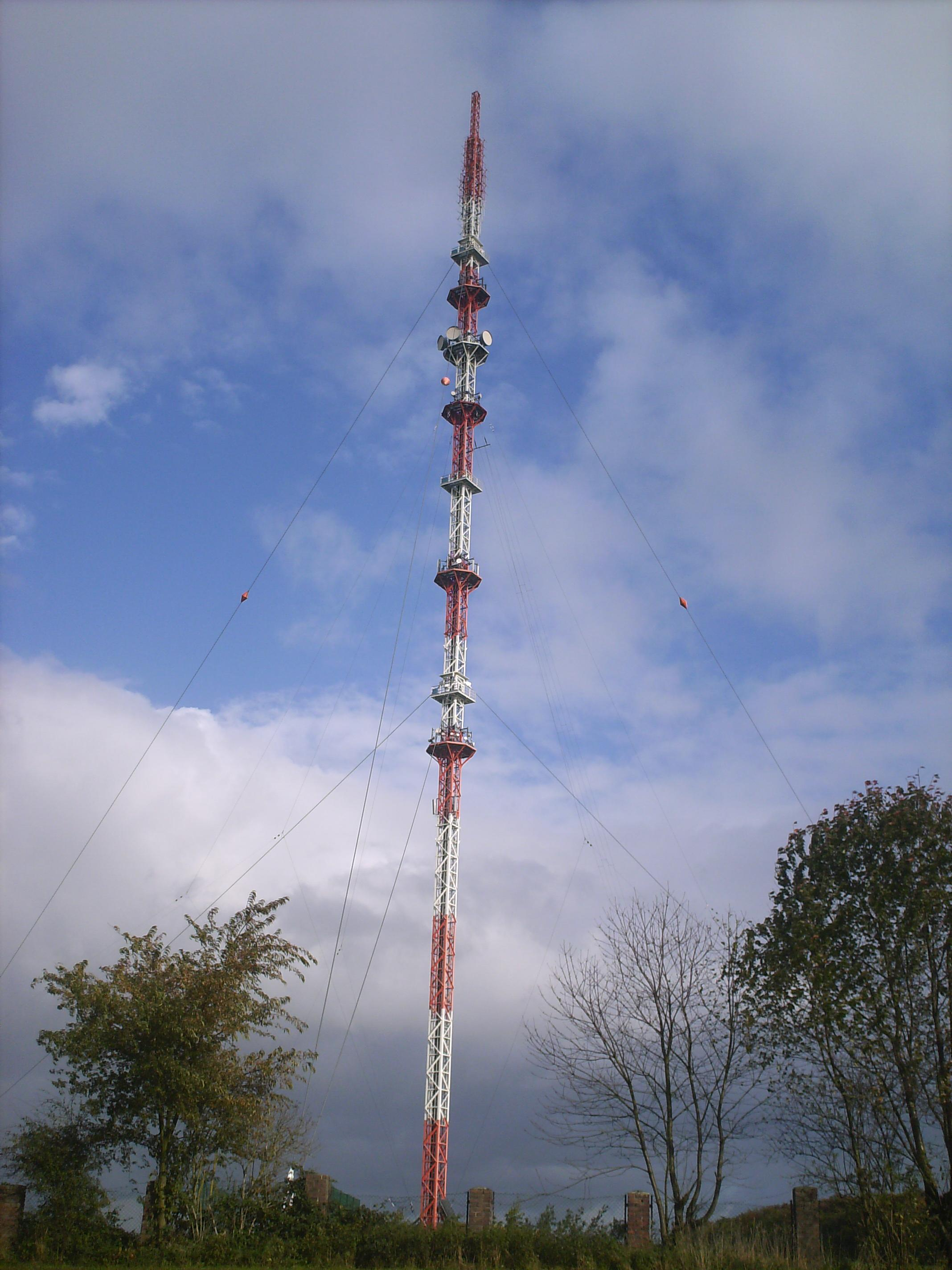
Der 170 Meter hohe Sendemast Langenberg-Rommel (2006)
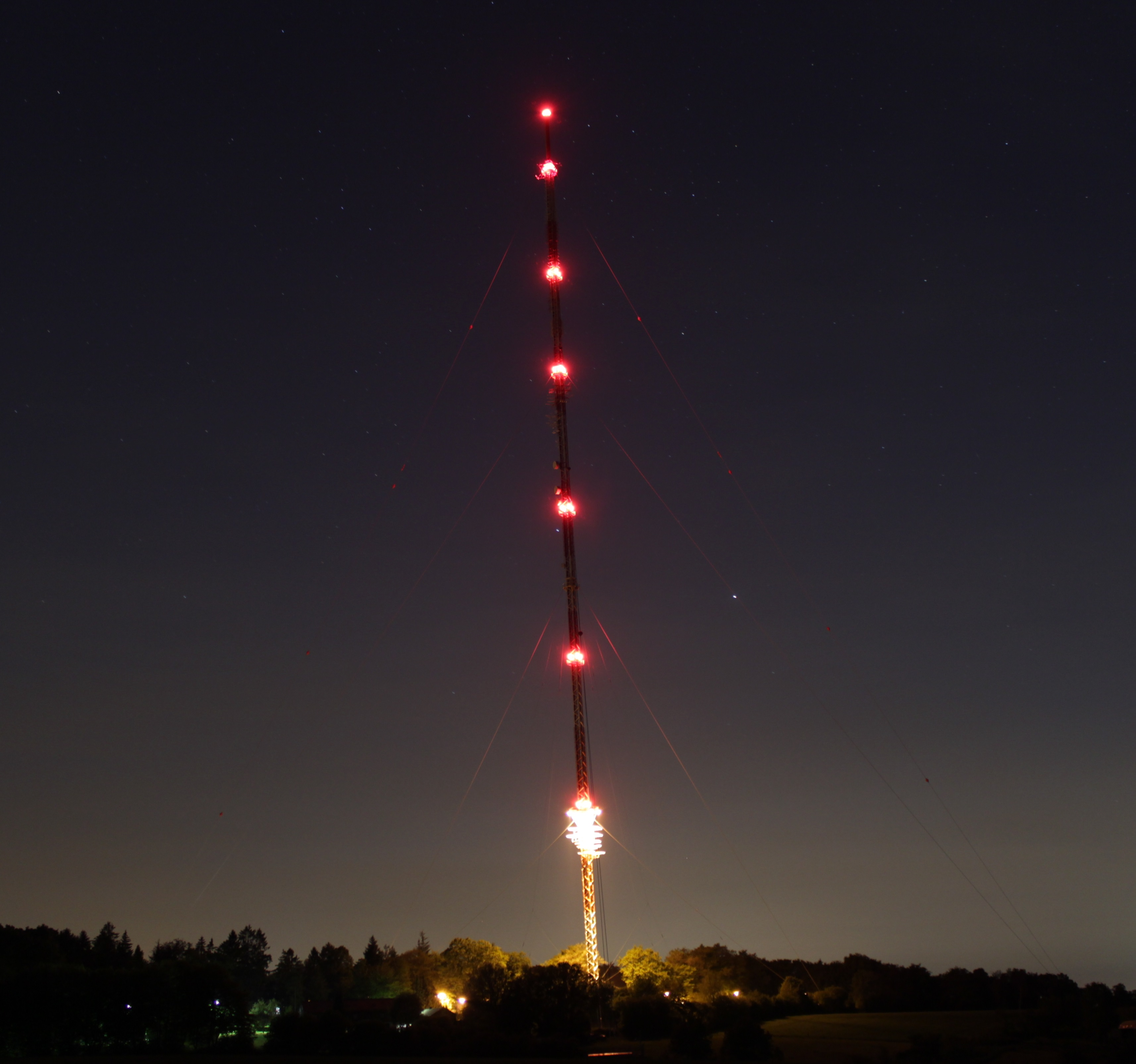
Nachtaufnahme des Sendemastes Hordtberg (2012)
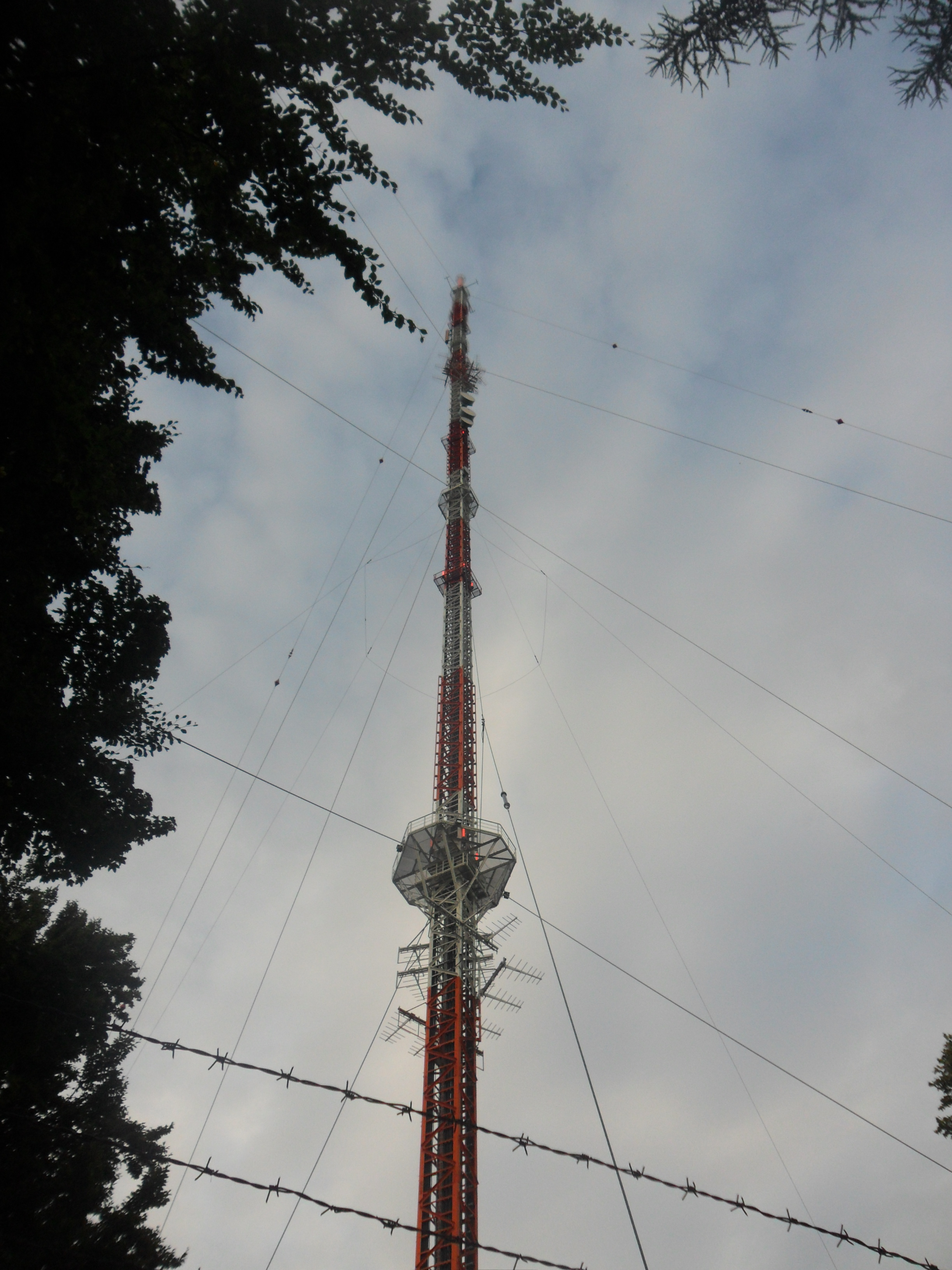
Der Sendemast Hordtberg (Untersicht)
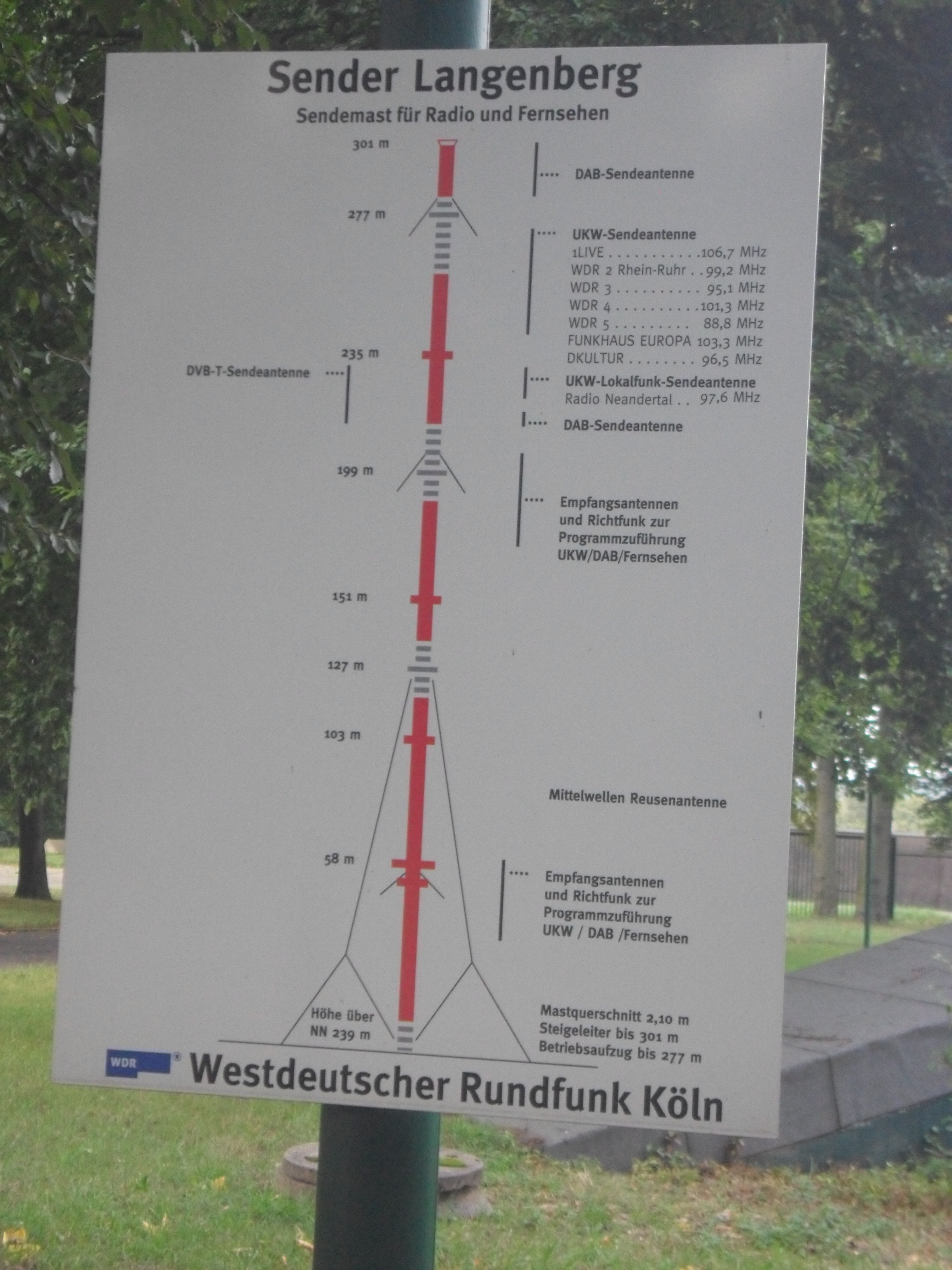
Informationstafel Antennenbestückung des Sendemasten auf dem Hordtberg
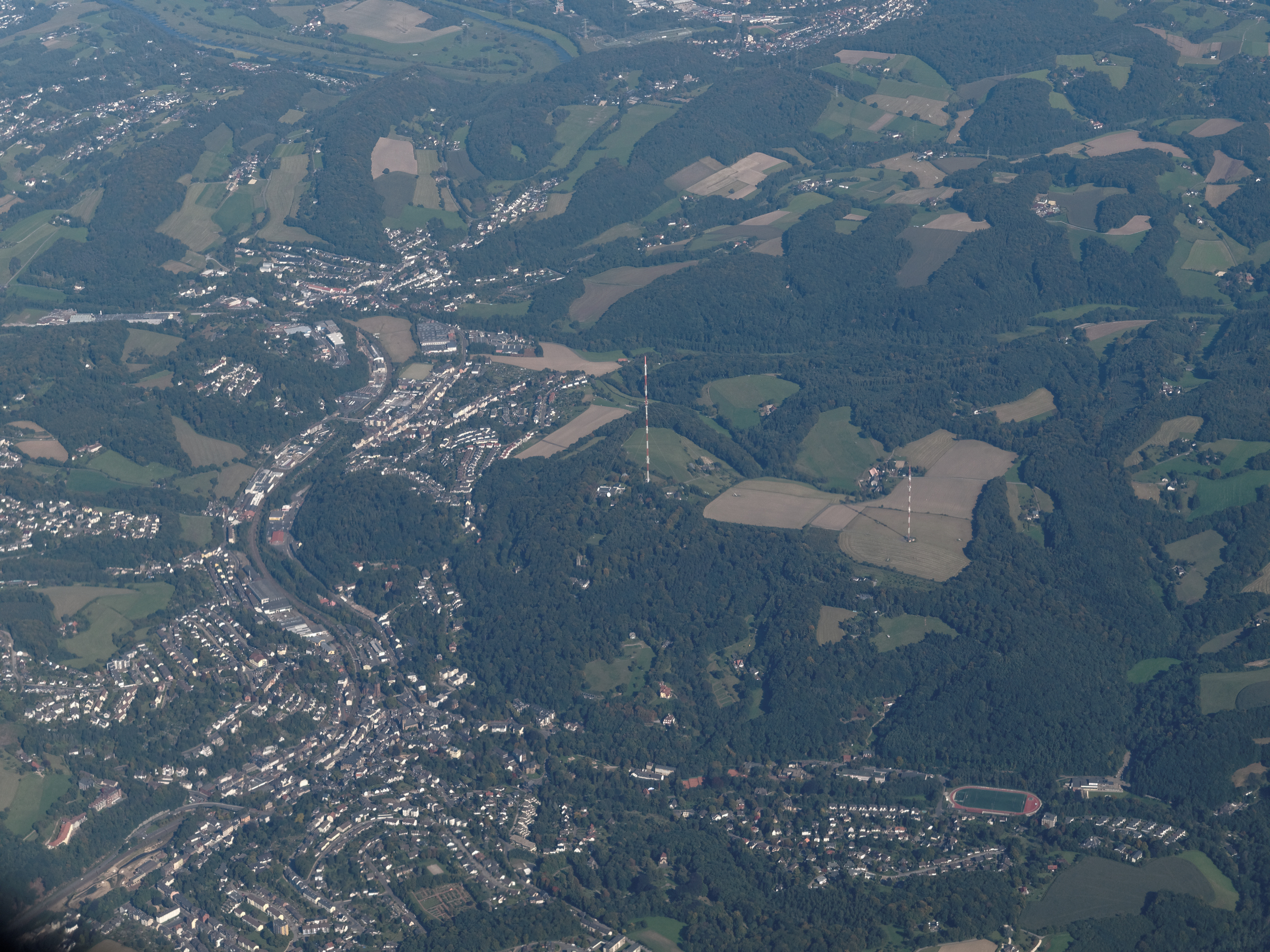
Luftaufnahme mit den beiden Sendemasten (2015)
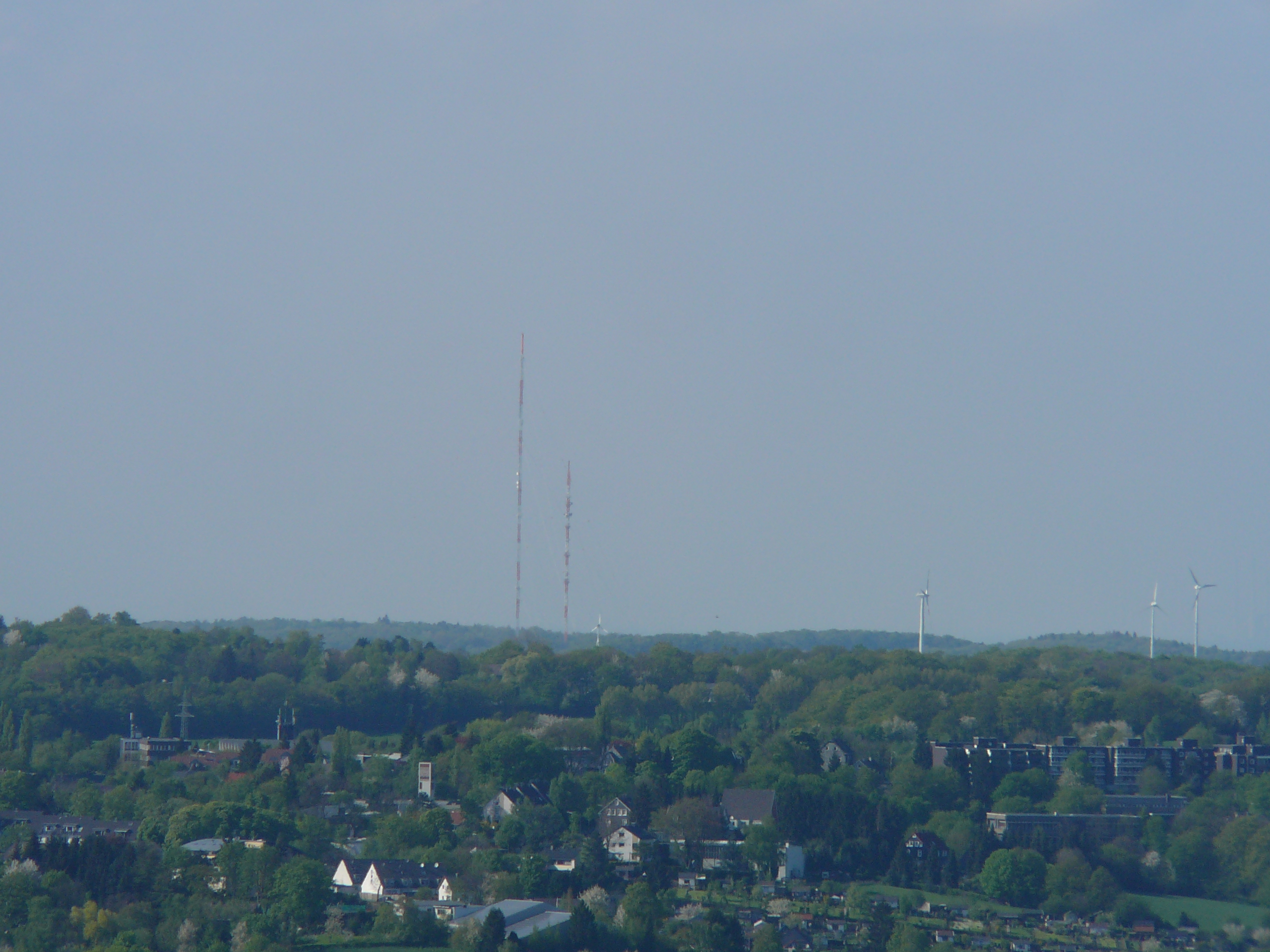
Die beiden Sendemasten vom rund 12 km entfernten Toelleturm in Wuppertal aus gesehen